# Kamala Harris
Kamala Devi Harris (Oakland, Californië, 20 oktober 1964) is een Amerikaans politica en was van 20 januari 2021 tot 20 januari 2025 de 49e vicepresident van de Verenigde Staten. Ze is lid van de Democratische Partij en was bij haar inauguratie de eerste vicepresident van Afro-Amerikaanse en Aziatisch-Amerikaanse afkomst en tevens de eerste vrouwelijke vicepresident. Eerder was Harris openbaar aanklager van San Francisco van 2004 tot 2011, procureur-generaal van Californië van 2011 tot 2017 en senator voor Californië van 2017 tot 2021. In 2024 was zij presidentskandidaat namens de Democratische Partij. Zij verloor die presidentsverkiezingen van Donald Trump, die een tweede termijn zeker stelde.

## Biografie
Harris werd op 20 oktober 1964 geboren in Oakland. Haar moeder Shyamala Gopalan, een Tamil die onderzoek deed naar kanker, was in 1960 van India naar de Verenigde Staten geëmigreerd. Haar vader Donald J. Harris migreerde in 1961 vanuit Jamaica. Hij doceerde economie aan de Universiteit van Californië - Berkeley. Harris identificeert zichzelf als Afro-Amerikaans.
Harris' ouders gingen uiteen toen Kamala Harris 7 jaar oud was, waarna Kamala en haar jongere zus Maya door de week bij hun moeder woonden. Ze groeiden op in Berkeley. Toen Harris 12 was, verhuisden ze naar Montreal, waar hun moeder onderzoek deed en lesgaf. Tot 1981 zat ze op Westmount High School.
Harris studeerde economie en politieke wetenschap aan Howard University in Washington. Als student was ze actief in de debatclub, de studentenraad en de Afro-Amerikaanse sorority Alpha Kappa Alpha. Ze demonstreerde tegen apartheid en organiseerde mentorprogramma's voor lokale jongeren.
Na haar studie aan Howard keerde Harris terug naar Californië, waar ze in 1989 een rechtendiploma behaalde aan Hastings College of the Law in San Francisco. Ze werd toegelaten tot de balie en van 1990 tot 1998 was ze werkzaam als deputy district attorney in Alameda County. In die tijd was ze een koppel met de 30 jaar oudere Willie Brown, de toenmalige voorzitter van het California State Assembly. Brown stelde Harris voor aan zijn politieke netwerk en wees haar in 1994 tweemaal een betaalde positie toe. In 1996 werd Brown burgemeester van San Francisco en ging het koppel uiteen.
Van 1998 tot 2000 werkte Harris voor de openbaar aanklager (district attorney) van San Francisco, waar ze zware misdaden vervolgde. Van 2000 tot 2003 diende Harris de stadsadvocaat. In 2003 stelde ze zich kandidaat om haar voormalige baas op te volgen als openbaar aanklager van San Francisco. Haar campagne gaf meer dan 600.000 dollar uit, meer dan ooit tevoren, en meer dan wettelijk was toegelaten. Na een turbulente campagne won Harris de verkiezing met 56 procent van de stemmen. In 2007 werd ze opnieuw verkozen, als enige kandidaat. 

### Procureur-generaal van Californië (2011-2017)
In november 2008 kondigde Harris aan dat zij zich kandidaat zou stellen om procureur-generaal (attorney general) van de staat Californië te worden. Ze kreeg de steun van senatoren Dianne Feinstein en Barbara Boxer en van Voorzitter van het Huis van Afgevaardigden Nancy Pelosi. In de voorverkiezing ontving ze 33,6 procent van de stemmen, het meeste van alle kandidaten. In de algemene verkiezing nam Harris het op tegen Republikein Steve Cooley, toenmalig openbaar aanklager van Los Angeles. Uiteindelijk won ze de verkiezing met 46,1 procent van de stemmen, 0,8 procent meer dan haar tegenstander. Op 3 januari 2011 volgde ze Jerry Brown op, die gouverneur werd. Ze raakte opnieuw verkozen in 2014 en bleef aan tot januari 2017. Ze werd opgevolgd door Xavier Becerra. Harris was zowel de eerste vrouwelijke Afro-Amerikaanse als eerste Aziatisch-Amerikaanse procureur-generaal van Californië.
In september 2014 werd gespeculeerd dat ze kandidaat was om Eric Holder op te volgen als minister van Justitie (United States Attorney General). Uiteindelijk stelde president Barack Obama op deze post Loretta Lynch aan.

### Senator (2017-2021)

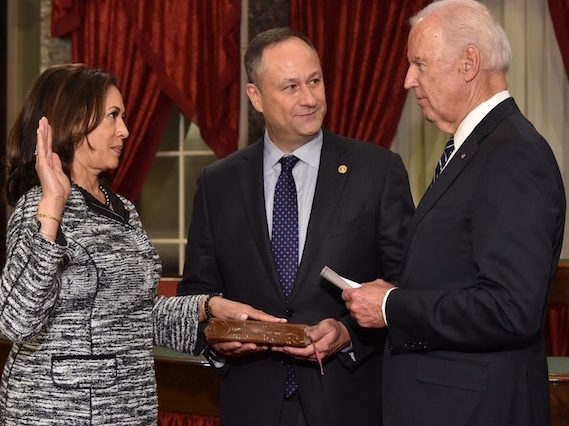
Eedaflegging van Kamala Harris als senator in handen van toenmalig vicepresident Joe Biden, onder toeziend oog van Harris' echtgenoot Douglas Emhoff. Washington D.C., 3 januari 2017. In 2020 zou Biden Harris kiezen als zijn vicepresidentskandidaat.

Toen Barbara Boxer, 24 jaar lang senator namens Californië, aankondigde dat zij zich niet herverkiesbaar zou stellen in 2016, was Harris de eerste die zich kandidaat stelde als opvolger. Op 13 januari 2015 ging haar verkiezingscampagne officieel van start. Harris was meteen de frontrunner en kreeg de steun van zowel haar partij als de zittende gouverneur. Ze kwam als sterkste uit de voorverkiezingen en versloeg haar partijgenote Loretta Sanchez in de algemene verkiezing in november 2016 met 63 procent van de stemmen.
Harris legde de eed af op 3 januari 2017. In de Senaat is ze aangesloten bij de Congressional Black Caucus, de Congressional Asian Pacific American Caucus en de Congressional Caucus for Women's Issues. Ze zetelt in verschillende commissies, waaronder de begrotingscommissie, de commissie binnenlandse veiligheid en overheidszaken en de commissie justitie. In de eerste maanden van haar ambtstermijn ontpopte Harris zich in de Senaat tot een uitgesproken criticus van Trumps beleid en zijn ministerkeuzes. Wel steunde Harris de beslissing om de Amerikaanse ambassade naar Jeruzalem te verplaatsen.
Op 18 januari 2021 trad zij terug als senator.

### Presidentsverkiezingen 2020

#### Eigen presidentskandidatuur (2019)

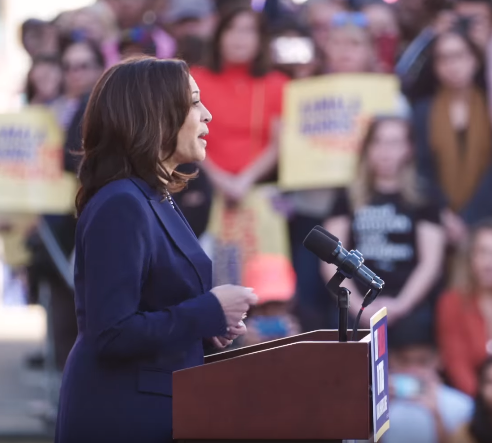
Harris tijdens de aankondiging van haar kandidatuur voor het presidentschap voor de Amerikaanse presidentsverkiezingen van 2020. Oakland, Californië, 27 januari 2019.

Kort na de verkiezing van de Republikein Donald Trump tot president van de Verenigde Staten bij de presidentsverkiezingen van 2016 werd gespeculeerd over een eventuele kandidatuur van Harris om Trump te verslaan bij de volgende presidentsverkiezingen. In juni 2018 liet ze optekenen dat ze een kandidatuur "niet uitsloot". Uiteindelijk zou ze op 21 januari 2019 officieel haar kandidatuur aankondigen. In de eerste 24 uur na de aankondiging van haar kandidatuur evenaarde Harris een record van Bernie Sanders uit 2016 voor de meeste donaties die de dag na een aankondiging werden ingezameld. Op 27 januari 2019 woonden meer dan 20.000 mensen haar eerste campagne-evenement bij in haar thuisstad Oakland, Californië.
Met haar kandidatuur werd Harris een van de kandidaten in de Democratische presidentiële voorverkiezingen van 2020. Tijdens het eerste debat met overige Democratische kandidaten verweet zij voormalig vicepresident en favoriet Joe Biden "kwetsende opmerkingen", waarmee ze verwees naar Bidens standpunten in de jaren 70 over busing, een manier om segregatie op scholen tegen te gaan. Na het debat steeg Harris in de opiniepeilingen van 6 naar 9 procent. In het tweede debat, dat plaatsvond in augustus 2019, kreeg Harris dan weer kritiek te verduren van medekandidaten Tulsi Gabbard en Biden over haar beleid als procureur-generaal van Californië, waarna haar populariteit in de peilingen zakte. In de daaropvolgende maanden daalde haar score in opiniepeilingen verder tot enkele procentpunten. In een periode waarin progressieven meer en meer kritiek uitten op de uitwassen van het strafrechtelijk beleid, kreeg ze immers kritiek op haar strenge beleid als procureur-generaal van Californië. In 2014 bijvoorbeeld verdedigde ze nog de doodstraf voor de rechtbanken van Californië.
Ook weigerde ze – anders dan Sanders en Elizabeth Warren – voorwaarden te stellen aan de Amerikaanse militaire steun aan Israël. Harris vindt dat de veiligheid van de Israëli's niet als drukmiddel gebruikt mag worden.
Op 3 december 2019 stapte Harris uit de Democratische race nadat haar campagne niet langer voldoende financiering wist te vinden. In maart 2020 schaarde Harris zich achter Joe Biden als presidentskandidaat voor de Democratische Partij.

#### Vicepresidentskandidatuur onder Joe Biden (2020)

Campagnelogo voor de kandidatuur van Biden en Harris, 2020

In mei 2019, nadat zowel Harris als Biden hun kandidatuur voor het presidentschap hadden gelanceerd, verklaarden enkele belangrijke leden van de Congressional Black Caucus dat een Biden-Harris kandidatuur de ideale combinatie zou zijn om president Trump en vicepresident Mike Pence te verslaan. Hoewel Biden bij de eerste voorverkiezingen slechte uitslagen boekte, kreeg zijn kandidatuur een tweede adem na zijn overwinning in de voorverkiezingen in de staat South Carolina, waar hij aanzienlijke steun genoot van de Afro-Amerikaanse kiezers. Enige dagen later zou Biden ook de grote winnaar worden van Super Tuesday, waarna Biden de vermoedelijke Democratische kandidaat zou worden voor het presidentschap. In maart 2020, toen enkel hij en Bernie Sanders nog in de race waren voor de Democratische nominatie, beloofde Biden in een televisiedebat dat hij een vrouw zou kiezen als running mate.
Nadat er eind mei 2020 protesten uitbraken na de dood van de zwarte man George Floyd, omgekomen tijdens een politie-arrestatie, kwam Biden onder druk te staan om een zwarte vrouw te kiezen als vicepresidentskandidaat, wat de kansen van Harris en ook van Val Demings deed stijgen.
Op 12 juni 2020 bracht The New York Times het nieuws naar buiten dat Harris uitgroeide tot topfavoriet om Bidens running mate te worden. Vervolgens bracht CNN op 26 juni 2020 uit dat Harris een van de topfavorieten was van een lijst van een twaalftal potentiële kandidaten, naast Elizabeth Warren, Val Demings en Keisha Lance Bottoms.
Uiteindelijk maakte Biden op 11 augustus 2020 bekend dat hij Harris koos als running mate en vicepresidentskandidaat. Daarmee werd zij de derde vrouw in deze positie na Geraldine Ferraro in 1984 en Sarah Palin in 2008, en de eerste Afro-Amerikaanse en de eerste Zuid-Aziatische vrouw die door een grote Amerikaanse partij werd voorgedragen als kandidaat voor het vicepresidentschap.

### Vicepresident (2021-2025)
Op 20 januari 2021 legde Harris de eed af als de 49ste vicepresident van de Verenigde Staten. Ze werd hiermee de eerste Afro-Amerikaanse, de eerste Indiaas-Amerikaanse en de eerste vrouwelijke vicepresident.
Op 19 november 2021 werd ze de eerste vrouw met presidentiële macht in de Verenigde Staten. Ze was toen anderhalf uur waarnemend president, omdat president Joe Biden wegens een coloscopie verdoving kreeg.
Na het verlies bij de verkiezingen op 5 november 2024 maakte zowel Harris als president Biden bekend dat ze hun volledige medewerking zullen geven aan de overdracht. Harris’ vicepresidentschap zal eindigen op 20 januari 2025, waar ze wordt opgevolgd door J.D. Vance.

### Presidentsverkiezingen 2024

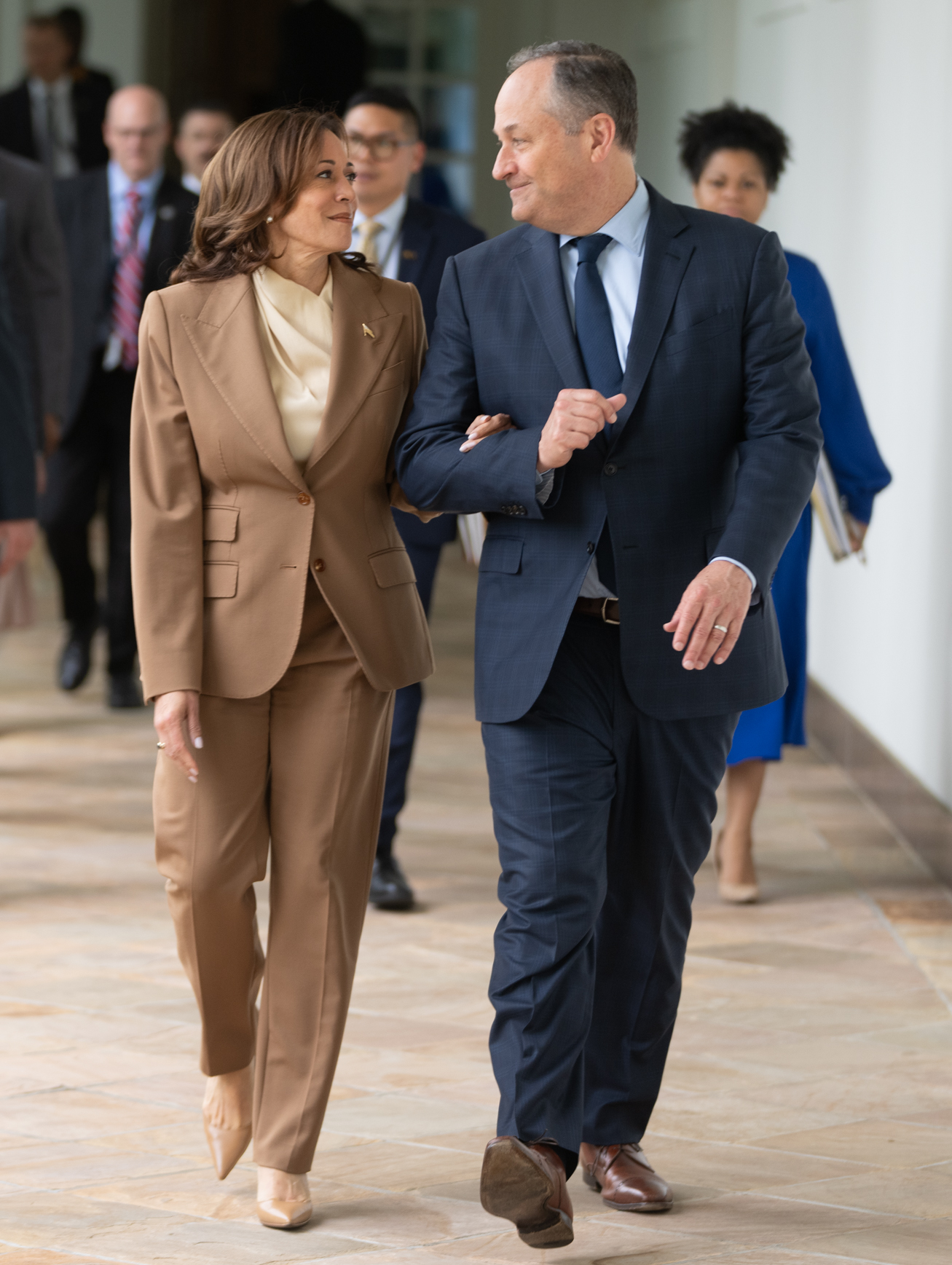
Harris en Emhoff in het Witte Huis, 2024

#### Vicepresidentskandidatuur onder Joe Biden (2023/24)
Biden stelde zich eind april 2023 kandidaat voor een tweede ambtstermijn als president met Harris opnieuw als running mate voor het vice-presidentschap. Hij won in het voorjaar van 2024 de Democratische voorverkiezingen met groot gemak en op de Democratische Partijconventie zou zijn kandidatuur officieel bevestigd worden, maar zijn ouderdom begon hem parten te spelen waardoor eigen partijleden openlijk in vraag stelden of hij nog wel geschikt was voor het ambt. Op 21 juli besloot hij zijn kandidatuur in te trekken.

#### Eigen presidentskandidatuur (2024)
Biden schoof dezelfde dag Harris naar voren als nieuwe kandidaat voor de Democraten voor de presidentsverkiezingen op 5 november 2024. Binnen de partij kreeg ze onmiddellijk massale steun. Een online stemming door 3949 partij-gedelegeerden (delegates) bepaalde op 7 augustus dat Kamala Harris de uiteindelijke kandidaat werd, die dan twee weken later op de Democratische Partijconventie in Chicago, Illinois formeel werd aangeduid.
In de aanloop naar de Amerikaanse presidentsverkiezingen koos Harris de gouverneur van Minnesota, Tim Walz als kandidaat-vicepresident.
Op 22 augustus 2024, de vierde dag van de Democratische Nationale Conventie, accepteerde Harris officieel de Democratische nominatie voor het presidentschap.
TIjdens de Amerikaanse presidentsverkiezingen 2024 bleek al spoedig na de eerste tellingen van de stemmen dat Trump niet enkel meer kiesmannen naar zich toe had getrokken, maar ook dat de meeste stemmen van de Amerikaanse bevolking naar hem toe gingen. Harris trok veel vrouwelijke, niet-blanke en jonge kiezers, maar kon toch geen meerderheid behalen. Op 7 november 2024 erkende zij haar verlies en hield een toespraak waarin zij haar kiezers op het hart drukte de uitslag van de verkiezingen te accepteren.

## Privé
Harris is sinds 22 april 2014 getrouwd met haar echtgenoot Douglas Emhoff. Emhoff en Harris ontmoetten elkaar tijdens een blind date. Emhoff was op dat moment al enige jaren gescheiden van Kerstin Mackin, een filmproducer met wie hij 16 jaar getrouwd was en twee volwassen kinderen heeft, Ella Emhoff en Cole Emhoff. Harris' stiefkinderen noemen haar ook wel 'Momala', een verwijzing naar haar naam, het Engelse woord voor moeder en een Joodse - de Emhoffs zijn Joods - liefkozing voor moeder, en waren aanwezig bij de Democratische Nationale Conventie, samen met hun beide ouders.
Harris heeft een goede relatie met haar aangetrouwde familie, wat onder meer blijkt uit de eerste ontmoeting met haar schoonmoeder Barbara Emhoff, waar Harris nog altijd hartelijk om kan lachen, die haar bij haar gezicht pakte en zei 'Je bent mooier dan je bent op televisie!' en de reactie op aantijgingen van J.D. Vance dat Harris geen gevestigd belang zou hebben in Amerika omdat zij geen kinderen heeft. Zowel Ella Emhoff als Kerstin Mackin gingen tegen deze beschuldigingen in herbevestigden haar rol als ouder binnen het gezin Emhoff.
Ook met haar moeder, die in 2009 overleed aan een vorm van darmkanker, had Harris een goede relatie. Bij het uiteenzetten van haar ideeën rondom Medicare tijdens haar presidentskandidatuur van 2024 haalde zij ook de mantelzorg aan die zij voor haar moeder had verricht tijdens haar ziekte. Ook haalde Harris in mei 2023 een uitspraak van haar moeder aan: "Denk je dat je net uit een kokospalm bent gevallen?" De uitspraak bereikte memestatus. De relatie met Harris' vader is echter aanzienlijk bekoeld. Haar vader bekritiseerde een uitspraak van haar in de pers en zij zou zelf over haar vader zeggen: "Mijn vader is een goede man, maar we zijn niet hecht met elkaar." Op de podcast Shrinking Trump, waarin twee psychologen vanuit hun discipline naar de presidentsverkiezingen van 2024 kijken, werd gesuggereerd dat Joe Biden en Harris tijdens Bidens presidentschap een vader-dochterband met elkaar hadden opgebouwd, juist omdat Harris vervreemd was van haar eigen vader en Biden in de jaren 1970 een dochter verloor tijdens een auto-ongeluk. De beide psychologen haalden als bewijs hiervoor het gesprek dat plaatsvond tussen Kamala Harris en Joe Biden tijdens haar bevestiging als kandidaat, aan. Hierin stelde Harris dat Jill en Joe Biden door haar en haar man als familie werden beschouwd, een sentiment dat Biden deelde, en zei Biden: "Ik kijk met je mee, meid, ik houd van je." Waarop Harris antwoorde: "Ik houd van jou, Joe." Het moment werd als uniek voor de Amerikaanse geschiedenis beschouwd.
Harris deelde tijdens de presidentsverkiezingen een samenvatting van haar medisch dossier. Haar arts vatte op haar verzoek dit dossier in een brief samen en stelde dat zij een goede gezondheid was. De brief deelde dat Harris hooikoorts en netelroos heeft en lenzen draagt om bijziendheid te corrigeren. Daarnaast heeft zij al haar vaccinaties gehad, rookt ze niet en drinkt slechts incidenteel. De enige operatie die zij ooit heeft gehad is een appendectomie op driejarige leeftijd. Harris probeerde hiermee waarschijnlijk te bewijzen dat ze een sterke gezondheid heeft en dit een taak als president van Amerika niet in de weg zou zitten. Ook probeerde zij mogelijk de vragen rondom de gezondheid van Donald Trump en zijn geschiktheid als president aan te wakkeren.
Harris deelde tijdens het debat tegen Trump al dat zij een vuurwapen voor eigen bescherming in bezit heeft. In een 60 Minutes-interview vertelde ze dat het een Glock betrof en ze dit wapen al behoorlijk lang had, ook omdat ze haar carrière begon als procureur-generaal en daarmee in aanraking kwam met gevaarlijke criminelen. In een later interview met Oprah zei ze dat ze iemand die in haar huis zou inbreken neer zou schieten. Ze erkende direct daarna de controverse die deze uitspraak kon doen ontstaan, hoewel op CBS News wel werd gemeend dat dit een bewuste uitspraak was om stemmers te trekken die ook staan voor het recht op wapenbezit en beschermen van eigen huis en haard.